# Дар'єнська затока
Дар'є́нська зато́ка (ісп. Golfo del Darien) — затока на південному заході Карибського моря Атлантичного океану біля берегів Колумбії та Панами. Протока названа за індіанським племенем дар'єнів, що жило колись на її берегах. Затока 165 км завдовжки, глибини від 70 м біля узбережжя до 1200—2000 м у відкритій частині. Вузька південна частина Дар'єнської затоки, що вдається в сушу на 100 км углиб, називається затокою Ураба. Середньорічна температура води на поверхні сягає близько 26 °С. Солоність — понад 36 ‰. Припливи неправильні, півдобові, висотою до 0,6 м.